# 第2常設NATO対機雷グループ
第2常設北大西洋条約機構対機雷グループ（だい2じょうせつきたたいせいようじょうやくきこうたいきらいグループ、英語：Standing NATO Mine Countermeasures Group 2、略称：SNMCMG2）は、北大西洋条約機構内で編成されているNATO即応部隊における常設化され機雷戦任務を付与された海軍部隊の一つ。2005年1月1日に編成される。

## 歴史
1999年5月27日に地中海常設対機雷部隊（MCMFORMED）として編成され、2001年9月3日に南部欧州対機雷部隊（MCMFORSOUTH）に改編され、そして2005年1月1日に第2常設NATO対機雷グループに改編された。
地中海常設対機雷部隊は姉妹部隊である北西欧州対機雷部隊（MCMFORNORTH）と共に1999年6月にアライド・フォース作戦の発動中、アドリア海に海中投棄された兵器類の捜索任務に従事した。捜索任務のために共同部隊は11隻の機雷戦艦艇や支援艦艇で編組される。1999年6月9日にハーベスト作戦が開始され、3日後に捜索活動が開始されそれから73日間継続された。作戦の結果、1,041平方海里（3,570平方キロメートル）の捜索対象区域を9箇所に区分し、捜索区域全体で93個の兵器類の部品が発見された。

## 任務と編成
第2常設NATO対機雷グループは通常8隻の機雷戦艦艇および支援艦艇で構成され、ベルギー王国、ドイツ連邦共和国、ギリシャ共和国、イタリア共和国、スペイン王国、トルコ共和国、イギリスおよびアメリカ合衆国から拠出される。第2常設NATO対機雷グループは一般訓練や世界規模での実働作戦の区別なく完全編成の部隊として運用される。通常は、主に地中海海域で活動するが、NATOが展開を要求した場合は必要に応じていかなる海域にも派遣されうる。部隊の指揮権は供出国ごとのローテーション方式で運用されている。
第2常設NATO対機雷グループはNATO即応部隊を構成する部隊であり、部隊は運用上、指揮についてはナポリ統連合軍司令部隷下のナポリ連合海軍部隊司令部の下に置かれる。
2011年2月時点での参加艦艇は以下のとおり。
- 「A511 スペツァイ（HS Spetse）」（ギリシャ、指揮艦）
- 「M1099 ヘルテン（FGS Herten）」（ドイツ）
- 「M63 カリスト（HS Kallisto）」（ギリシャ）
- 「M5559 ヴィアレッジョ（ITS Viareggio）」（イタリア）
- 「M36 タホ（ESPS Tajo）」（スペイン）

2010年7月時点での参加艦艇は以下の通り。
- 「A470 アリアクモン（HS Aliakmon）」（ギリシャ、指揮艦）
- 「F585 グラナティエーレ（ITS Granatiere）」（イタリア、元指揮艦）
- 「M5561 リミニ（ITS Rimini）」（イタリア）
- 「M31 セグーラ（SPS Segura）」（スペイン）
- 「M1064 グレーミッツ（FGS Groemitz）」（ドイツ）
- 「M63 カリスト（HS Kallisto）」（ギリシャ）
- 「M266 アマスラ（TCG Amasra）」（トルコ）

この時点での部隊指揮官はイタリア海軍のパトリッツィオ・ラパリーノ海軍大佐（Patrizio Rapalino）から、ギリシャ海軍のゲオルギウス・ペレカナキス海軍大佐（Georgios Pelekanakis）に交代している。